# Poiana Tășad, Bihor
Poiana Tășad este un sat în comuna Copăcel din județul Bihor, Crișana, România. Satul Poiana Tășad se află într-o mică depresiune din Munții Pădurea Craiului.